# Transcontinental Airway System
Das Transcontinental Airway System (deutsch US-Transkontinentales Luftstraßensystem) war ein landesweites Netz von Luftstraßen in den Vereinigten Staaten, das mit sogenannten Airway Beacons (deutsch Flugstreckenfeuer) ausgerüstet war. Ein Airway Beacon ist eine Navigationshilfe für den Sichtflug, die in ihrer Funktionsweise einem Leuchtturm gleicht. Die mit rotierenden Scheinwerfern ausgerüsteten Anlagen ermöglichten im Juli 1924 die Aufnahme von Nachtflügen auf den US-Postflugstrecken. Bis 1933 wurden etwa 1550 Airway Beacons errichtet, die das damalige nationale Linienflugnetz von 29.000 Kilometern (18.000 Statute Miles) komplett abdeckten.

## Geschichte

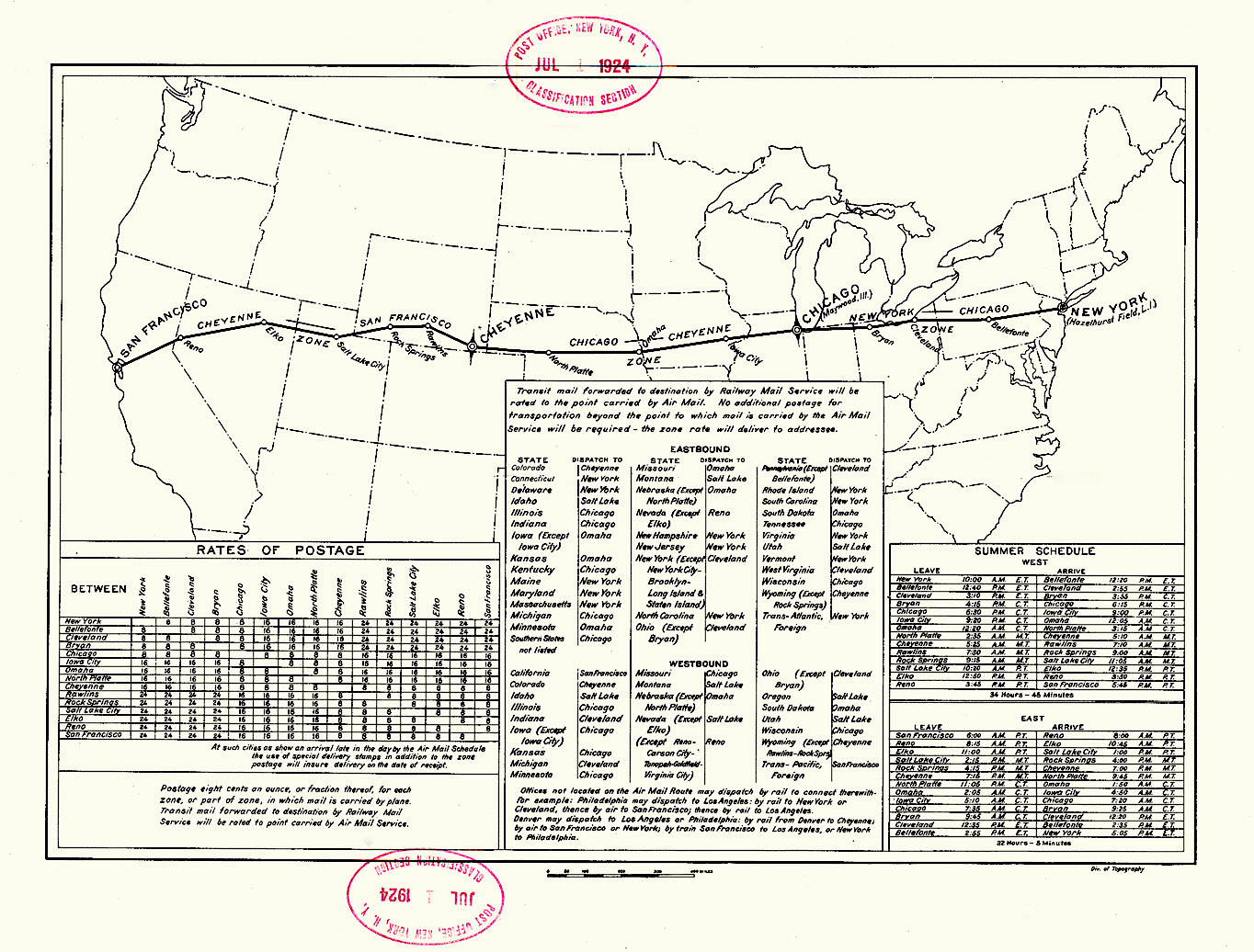
Flugroute New York–San Francisco, 1924

Nur vier Jahre nach der 1907 erfolgten Etablierung der militärischen Luftfahrt in den Vereinigten Staaten begann im September 1911 die staatliche Postverwaltung (United States Postal Service) mit experimentellen Flügen zur Beförderung von Briefsendungen. Mit Einweihung einer Linienverbindung von Washington über Pittsburgh nach  New York nahm der United States Postal Service am 15. Mai 1918 den planmäßigen Postflugverkehr in den USA auf.
Am 8. September 1920 wurde die erste transkontinentale Flugverbindung zwischen New York (Hazelhurst Field) und San Francisco (Marina Field) eröffnet. Diese auch als Columbia-Route bezeichnete Strecke verlief über Bellefonte (Pennsylvania), Cleveland, Bryan (beide Ohio), Chicago (Illinois), Iowa City (Iowa), Omaha, North Platte (beide Nebraska), Cheyenne, Rawlins, Rock Springs (alle Wyoming), Salt Lake City (Utah), Elko und Reno (beide Nevada). Zu Beginn war die Beförderung mit dem Flugzeug nicht schneller als die mit der konkurrierenden Eisenbahn, auch wenn das Flugzeug mit einer Durchschnittsgeschwindigkeit von 100 Meilen pro Stunde mehr als doppelt so schnell war wie die Eisenbahn mit 40 mph. Weil die Flüge nur bei guten Sichtbedingungen stattfinden konnten, mussten die Postsäcke bei Nacht und bei schlechtem Wetter etappenweise mit der Eisenbahn weiterbefördert werden. Auf diese Weise benötigte eine Sendung von Küste zu Küste im besten Fall 72 Stunden, durchschnittlich aber etwa 83 Stunden. Um die Zustellgeschwindigkeit zu erhöhen, strebte der US Postal Service bereits kurz nach der Streckeneröffnung die Aufnahme eines durchgängigen Flugbetriebs auf der Transkontinentalroute an, der auch Nachtflüge einschloss. Man griff dabei auf einen Plan der US Navy zurück, der eine Installation von festen Beleuchtungsanlagen entlang von Luftstraßen vorsah, damit sich die Piloten bei Nacht an Scheinwerfern orientieren könnten. Das Konzept war bis dahin jedoch nicht praktisch erprobt worden. 
Um die Regierung von der Wirksamkeit des Konzeptes zu überzeugen, führte der US Postal Service am 22. Februar 1921 vier Erprobungsflüge auf der Transkontinentalstrecke durch, wobei jeweils zwei Maschinen gleichzeitig in New York und San Francisco starteten, um innerhalb von 36 Stunden die jeweils andere Küste zu erreichen. Entlang der Route waren Post-Angestellte und Farmer aufgefordert worden, provisorische Flugstreckenfeuer aufzuschichten und sie als Orientierungshilfen bei Nacht zu entzünden. Die Piloten der zwei westwärts fliegenden Maschinen mussten ihre Flüge witterungsbedingt in Chicago abbrechen. Eine der ostwärts fliegenden Maschinen stürzte nach dem Start in Elko ab, so dass nur noch ein Flugzeug übrig blieb. Diese Maschine wurde nach der Ankunft in North Platte von dem Piloten James Herbert „Jack“ Knight übernommen, dem es mithilfe der provisorischen Flugstreckenfeuer gelang, bei Nacht und schlechtem Wetter die Etappe von North Platte über Omaha nach Chicago zu absolvieren. Durch seinen erfolgreichen Nachtflug kam die Postsendung innerhalb der vorgegebenen Zeit in New York an. Obwohl nur eines der vier Flugzeuge sein Ziel erreicht hatte, erklärte sich die US-Regierung bereit, die Installation von festen Beleuchtungen entlang der Postflugstrecken zu finanzieren. Die zugesagten öffentlichen Gelder konnten aber zunächst nicht aufgebracht werden, so dass sich das Vorhaben um zwei Jahre verzögerte.

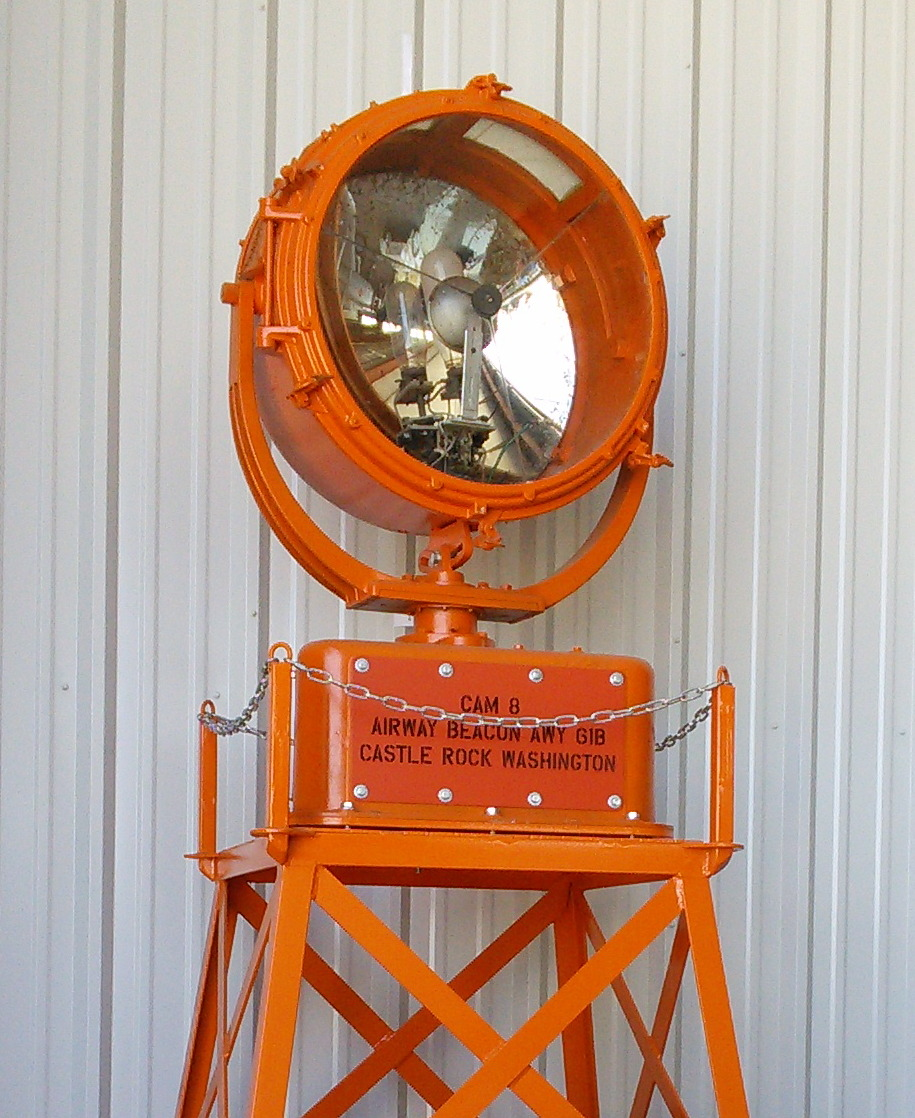
Beacon 61B, ursprünglich auf der Strecke CAM-8 (Los Angeles–Seattle) in der Nähe von Castle Rock (Washington) eingesetzt

Nachdem im Jahr 1923 ein Teil der Mittel bereitgestellt worden war, ließ der US Postal Service im Westteil der Transkontinentalroute die ersten Flugstreckenfeuer (Airway Beacons) errichten. Die Türme, auf denen die von der Sperry Gyroscope Company hergestellten rotierenden Scheinwerfer montiert waren, wurden zunächst nicht nach einheitlichen Vorgaben gebaut. Nach dem Ausbau aller Streckenabschnitte konnte am 1. Juli 1924 ein durchgängiger Tag- und Nachtflugbetrieb zwischen New York und San Francisco aufgenommen werden, der mit 13 Zwischenstopps absolviert wurde. Bei diesen Zwischenlandungen wurde sowohl Post als auch der Pilot ausgetauscht. Das geschah auf den Flugplätzen Bellefonte, Cleveland, Bryan, Chicago, Iowa City, Omaha, North Platte, Cheyenne, Rawlins, Rock Springs, Salt Lake City, Elko und Reno.
Im Jahr 1925 wurde die Privatisierung des US-Postflugverkehrs (siehe Contract Air Mail) eingeleitet, wodurch die Verantwortlichkeit für den Betrieb und die Wartung der Airway Beacons an das Handelsministerium der Vereinigten Staaten (US Department of Commerce) fiel. Das Ministerium strebte an, schrittweise alle Postflugstrecken in den USA mit entsprechenden Anlagen nachzurüsten und so einen flächendeckenden Nachtflugbetrieb zu ermöglichen. Die Installation der Anlagen entlang der Contract-Air-Mail-Strecken begann 1926, wobei das US Department of Commerce die Finanzierung und Koordinierung der Baumaßnahmen übernahm. In den folgenden sieben Jahren wurden rund 1550 Airway Beacons nach einheitlichen Standards errichtet, die sämtliche CAM-Routen abdeckten. Durchschnittlich stand etwa alle 10 bis 15 Meilen ein Beacon; die Abstände waren nicht einheitlich, weil exponierte Geländepunkte ausgenutzt wurden, um die Sichtbarkeit der Anlagen zu erhöhen. Die ab 1926 errichteten und mit benzinbetriebenen Stromgeneratoren ausgerüsteten Beacons hatten einen Hauptscheinwerfer mit einer Beleuchtungsstärke  von bis zu 1.000.000 Lux. Der Lichtstrahl war aus einer Entfernung von bis zu 40 Meilen erkennbar, so dass die Piloten bei guter Sicht mehrere hintereinanderliegende Beacons im Blick hatten. Die Anlagen standen auf pfeilförmigen Betonfundamenten, deren Spitze den zu fliegenden Kurs anzeigte. Viele dieser 15 bis 21 Meter langen Betonrelikte sind noch heute sichtbar.
Die Beförderung von Luftpost durch private Unternehmen endete jäh durch den Luftpost-Skandal von 1934, bei dem justiziable Unregelmäßigkeiten bei der Vergabe von Postdienstleistungen aufgedeckt wurden. In der Folge wurden die Postflüge übergangsweise von den US-amerikanischen Flugstreitkräften durchgeführt. Mit Einführung der Funknavigation und der landesweiten Errichtung von Funkfeuern wurden ab Mitte der 1930er Jahre Instrumentenflüge möglich, wodurch die Airway Beacons an Bedeutung verloren. Aus Angst, dass die Flugstreckenfeuer japanischen Bomberpiloten als Orientierungspunkte dienen und den Weg zu den US-amerikanischen Großstädten weisen könnten, wurden in den Westküstenstaaten die meisten Anlagen beim Kriegseintritt der USA im Dezember 1941 außer Betrieb genommen und größtenteils demontiert. Mit Ausnahme von 84 Airway Beacons, die im Bundesstaat Montana standen, erfolgte die landesweite Abschaltung der Anlagen in den 1950er und frühen 1960er Jahren.

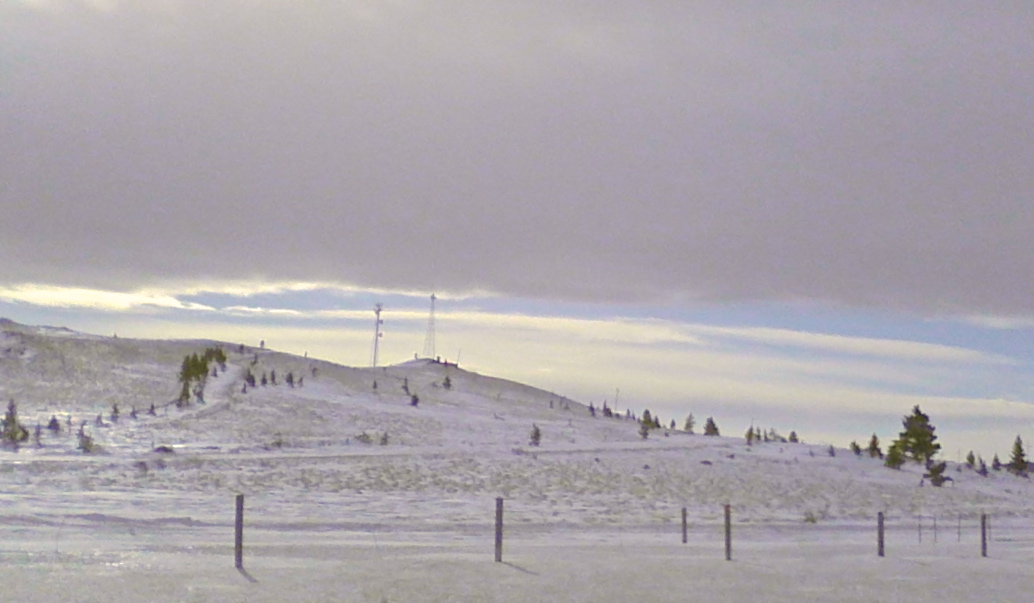
Airway Beacon Tower (MacDonald Pass Beacon) auf dem MacDonald Pass (2014)

Die Federal Aviation Administration (FAA) trat die 84 in Montana betriebenen Airway Beacons zum Jahresende 1972 an das  Montana Department of Transportation (MDT) ab. Das MDT nutzte anschließend 17 dieser Anlagen in der Region um Bozeman weiter, weil damals keine lückenlose Funknavigation in den Rocky Mountains möglich war. Aufgrund der jährlichen Unterhaltungskosten in Höhe von 35.000 US-Dollar pro Airway Beacon und der nicht mehr gegebenen Notwendigkeit zum Weiterbetrieb wurden 14 der 17 Anlagen im Jahr 2017 stillgelegt. Die drei verbliebenen Flugstreckenfeuer (MacDonald Pass Beacon, Strawberry Beacon und Spokane Beacon) dienten anschließend dazu, einzelne Geländepunkte in den Rocky Mountains zu markieren. Die letzte dieser drei Anlagen wurde im Sommer 2019 offiziell außer Betrieb genommen.